# El Sol (España)
El Sol fue un periódico editado en Madrid entre 1917 y 1939. Considerado un periódico influyente, sin embargo, a lo largo de su existencia hubo de hacer frente a numerosas pérdidas económicas. De ideología liberal en sus primeros tiempos, durante los años de la Segunda República sufrió diversos avatares y fue evolucionando ideológicamente; en el transcurso de la Guerra Civil se convirtió en órgano del Partido Comunista. El diario dejó de editarse al final de la contienda.

## Historia
De ideología liberal y regeneracionista, fundado el 1 de diciembre de 1917 por Nicolás María de Urgoiti, director de la empresa «Papelera Española». Dos ideas presidieron la fundación de El Sol en la mente de Urgoiti. Un interés comercial y un interés de carácter cultural y político, para el que encontró la entusiasta colaboración de José Ortega y Gasset, que abandonó El Imparcial, para convertirse en el máximo inspirador ideológico y en el colaborador estrella del nuevo periódico. 
El Sol defendía un proyecto reformista, una reforma sentida como una necesidad apremiante por los sectores más progresistas y dinámicos de la burguesía y los intelectuales, que ya había presidido la fundación de la revista España (1915-1924). El Sol muestra también comprensión y simpatía por un movimiento obrero organizado y constructivo, concretamente el socialismo, al que aspira a ayudar a orientar en un sentido evolutivo y reformista. Prestó gran atención no solo al catalanismo y al nacionalismo vasco, sino en general a la vida de provincias. Contó con una información extranjera superior a lo que era habitual en la prensa de la época.
Escrito por intelectuales de altura, renunciando por principio a la información sobre loterías y a la crítica taurina, y pasando de puntillas sobre crímenes y otros asuntos sangrientos o escandalosos, temas preferidos por el gran público, El Sol no fue, ni podía ser, un periódico popular. Aunque no faltaban entre las personas cultivadas algunas a quienes irritaba el tono del periódico, que juzgaban pretencioso y pedante.
En la órbita del programa intelectual de José Ortega y Gasset, esta publicación disponía de una excelente plantilla de redactores dirigida por Félix Lorenzo, Heliófilo, quien fue sustituido por Manuel Aznar desde el 14 de septiembre de 1918 hasta el 28 de marzo de 1922. En abril de 1924 Ramón J. Sender entró a formar parte de su plantilla. Las viñetas de Luis Bagaría contribuyeron a crear una imagen de marca representativa del tándem Urgoiti-Ortega.
Publicado en gran formato de doce páginas, costaba el doble que cualquier periódico de la época y proclamó su vocación crítica e independiente en el ofensivo entrefilete que figuró en sus primeros números: 

El Sol no admite subvenciones, ni anticipos reintegrables. Su precio es de 10 céntimos porque el papel cuesta más de 5, y no cuenta con más ingresos que los lícitos y confesables en que se basa toda empresa seria e independiente

Su independencia económica y política no hubiera sido posible, no obstante, sin los vínculos privilegiados que mantenía con La Papelera Española, empresa matriz del poderoso grupo de Urgoiti, entonces en plena expansión. En 1920, Urgoiti editó un nuevo diario vespertino, La Voz, que pretendía recoger el público popular que El Sol no podía captar.
A finales de 1930, Urgoiti, por las circunstancias del momento, se vio obligado a vender las acciones de El Sol a los monárquicos que dirigían La Papelera, encabezados por el conde de Barbate y el conde de Gamazo, a causa principalmente de un artículo de Ortega y Gasset titulado "El error Berenguer". A pesar de este giro hacia la monarquía, a la llegada de la República terminará por alinearse con el sistema. Hacia 1932, bajo la dirección de Manuel Aznar, en el diario colaboraban los que luego serían destacados miembros de las filas falangistas —como Rafael Sánchez Mazas, José María Alfaro o Víctor de la Serna—.
En 1932, El Sol y La Voz fueron adquiridos por el empresario Luis Miquel y pasan a formar parte de la empresa Editorial Española SA. Para aquellas fechas el diario El Sol tenía unas pérdidas mensuales de 30 000 pesetas. Desde mayo de 1934 hasta el comienzo de la Guerra Civil ambos rotativos sufrieron múltiples avatares, bajando considerablemente su prestigio y su difusión. Sin embargo, al final del llamado bienio radical-cedista El Sol lograría recuperar parte de su anterior publicidad y ventas.
Tras el estallido de la Guerra civil el diario continuó editándose con normalidad. A finales de mayo de 1937 habría sido incautado por el Partido Comunista de España (PCE) y pasó a convertirse en un órgano de este partido, apareciendo como tal —bajo el subtítulo «Diario de la mañana del Partido Comunista de España»— en su edición del 31 de mayo. Se mantendría en esta situación hasta el 15 de junio de 1938, cuando dejó de ser portavoz del PCE y pasó a ser «órgano de expresión de la Democracia Nacional». Habría dejado de editarse el 5 de febrero de 1939, reapareciendo brevemente durante los días 25, 26 y 27 de marzo del mismo año.
Al final de la contienda sus talleres fueron incautados por los falangistas y en ellos se comenzó a imprimir el diario Arriba.

## Suplementos
Desde enero de 1918 publicará suplementos semanales dedicados a diferentes áreas cada día de la semana:
- Domingos: agricultura y ganadería.
- Lunes: pedagogía e instrucción pública.
- Martes: biología y medicina.
- Miércoles: ciencias sociales y económicas.
- Jueves: historia y geografía.
- Viernes: ingeniería y arquitectura.
- Sábados: derecho y legislación.